# Natalie Don’t
«Natalie Don’t» — песня британской певицы и автора песен Raye, выпущенная 10 июля 2020 года в качестве второго сингла из её дебютного мини-альбома Euphoric Sad Songs. Трек был написан самой Raye совместно с Джоном Бландой и Джоном Хиллом, последние также стали продюсерами.

## О песне
Raye назвала эту песню «„Jolene“ наших дней». Песня была написана после того, как её подруга увела у певицы её парня. Raye также заявила: «Вот почему я люблю музыку, потому что вы можете превратить что-то действительно уродливое и негативное во что-то сказочное. Я почти рада, что это случилось, потому что теперь у меня есть отличная песня, чтобы рассказать свою историю». Певица также призналась, что это самая любимая её песня из всех выпущенных.

## Музыкальное видео
Премьера музыкального клипа, срежиссированного Фионой Джейн Берджесс, состоялась одновременно с выходом сингла 10 июля 2020 года. В видео Raye в спальне винтажного вида даёт советы о том, как преодолеть последствия разрыва отношений.

## Список композиций
| №  | Название        | Длительность |
| -- | --------------- | ------------ |
| 1. | «Natalie Don't» | 3:14         |

| №  | Название                         | Длительность |
| -- | -------------------------------- | ------------ |
| 1. | «Natalie Don't» (Punctual Remix) | 4:16         |

| №  | Название                   | Длительность |
| -- | -------------------------- | ------------ |
| 1. | «Natalie Don't» (Acoustic) | 3:22         |

| №  | Название                    | Длительность |
| -- | --------------------------- | ------------ |
| 1. | «Natalie Don't» (PS1 Remix) | 3:16         |

## Чарты
| Чарт (2020)                               | Высшая позиция |
| ----------------------------------------- | -------------- |
| СНГ (TopHit)                              | 2              |
| Израиль (Media Forest)                    | 5              |
| Румыния (Romanian Top 100)                | 16             |
| Россия (TopHit)                           | 1              |
| Шотландия (OCC Scotland)                  | 35             |
| Украина (TopHit)                          | 29             |
| Великобритания (OCC UK Singles Downloads) | 30             |